# Чемпионат мира по бобслею 1960
19-й чемпионат мира по бобслею и скелетону прошёл 10 февраля 1960 года в городе Кортина-д’Ампеццо. Этот чемпионат был примечателен тем, что проводился в год Олимпиады, так как соревнования по бобслею не были включены в программу зимних Олимпийских игр 1960 года в Скво-Вэлли, так как организаторы решили не строить в Калифорнии дорогостоящую бобслейную трассу.

## Соревнование двоек
| Золото                                   | Серебро                         | Бронза                                      |
| Италия · Эудженио Монти, · Ренцо Альвера | ФРГ · Франц Шелле, · Отто Гёбль | Италия · Серджо Дзардини, · Лучано Альберти |

## Соревнование четвёрок
| Золото                                                                      | Серебро                                                                 | Бронза                                                                          |
| Италия · Эудженио Монти, · Фурио Нордио, · Ренцо Альвера, · Серджо Сьорпаэс | ФРГ · Ханс Рёш, · Альфред Хаммер, · Теодор Бауэр, · Альберт Кандлбиндер | Швейцария · Макс Ангст, · Хансьорг Хиршбюхиль, · Готтфрид Коттман, · Рене Кюхль |

## Медальный зачёт
| Место | Страна    | Золото | Серебро | Бронза | Всего |
| ----- | --------- | ------ | ------- | ------ | ----- |
| 1     | Италия    | 2      | 0       | 1      | 3     |
| 2     | ФРГ       | 0      | 2       | 0      | 2     |
| 3     | Швейцария | 0      | 0       | 1      | 1     |